# Moira (fiktivní svět)
Moira je fiktivní svět ze stejnojmenné fantasy trilogie francouzského spisovatele Henri Loevenbrucka.
Trilogie vypráví příběh mladé venkovské dívky jménem Alea, které náhodné setkání s umírajícím starcem změní celý její dosavadní život a rozpoutá řetězec událostí, které zapříčiní, že svět již nikdy nebude takový jako předtím. 
Trilogie má tři části:
- Vlčice a dívka (Albatros 2004), v originále La Louve et l'enfant (2001)
- Válka vlků (Albatros 2005), v originále La Guerre des loups (2001)
- Noc vlčice (Albatros 2005), v originále La Nuit de la louve (2002)